# Men Behind the Sun
Men Behind the Sun (oorspronkelijke titel: Hei tai yang 731) is een uit Hongkong afkomstige horrorfilm uit 1988. Het verhaal is gebaseerd op ware gebeurtenissen in Unit 731 tijdens de Tweede Wereldoorlog. De film verkreeg een cultstatus vanwege haar reputatie een van de grofste horrorfilms ooit te zijn en het gebruik van echte menselijke lijken.
Het verhaal gaat over experimenten met onder meer biowapens op mensen in een Japans gevangenenkamp. Regisseur Tun Fei Mou verpakte dit gegeven als een voornamelijk op exploitatie gerichte film.

## Inhoud

### Verhaal
Troepen van het Japanse leger verzamelen tijdens de Tweede Wereldoorlog, met name Chinese, gevangenen, om ze op te sluiten in Unit 731 (Manchut 731). In dit concentratiekamp worden Japanse jongeren klaargestoomd om de krijgsmacht van de toekomst vormen en er wordt geëxperimenteerd met biologische wapens. De Chinese gevangenen dienen onder meer als onderwerp om de jongeren te leren dat dit geen mensen zijn, maar maruta (houtblokken); bedoeld om te vernietigen.
Wanneer een nieuwe bevelhebber het kamp komt leiden, wordt het allemaal nog veel erger voor de gevangenen. Deze man is er heilig van overtuigd dat bacteriologische- en biologische oorlogvoering dé sleutel is tot een Japanse zege in de oorlog. Onder zijn bevel dienen de gevangenen als niets meer dan testmateriaal voor Japanse experimenten tot het vinden van hét wapen dat hen de zege moet brengen. De volledig bij bewustzijn zijnde mensen dienen vervolgens in experiment op experiment als proefpersoon, om te zien wat het menselijk lichaam nog wel en vooral wat het niet kan hebben.

### 'Gore'
Tijdens de experimenten wordt een vrouw buiten in de sneeuw vastgebonden en haar handen net zo lang met water overgoten tot deze bevriezen. Terug binnen blijken haar ledematen na onderdompeling in heet water met één ruk van de commandant tot op het bot te villen. Een man wordt opgesloten in een kamer waarin de luchtdruk net zo lang wordt verlaagd tot zijn ingewanden naar buiten schieten. Een klein jongetje wordt even later een theater binnengelokt, om slachtoffer te worden van een vivisectie. Buiten worden mensen levend aan kruisen op een veld gebonden, waarna daarop een bom tot ontploffen wordt gebracht.

## Rolverdeling
| Acteur         | Personage            |
| -------------- | -------------------- |
| Gang Wang      | Lt. Gen. Shiro Ishii |
| Hsu Gou        |                      |
| Tie Long Jin   |                      |
| Zhao Hua Mei   |                      |
| Zhe Quan       |                      |
| Run Sheng Wang |                      |
| Dai Wao Yu     |                      |
| Andrew Yu      |                      |

## Echte lichamen
Voor de scène in de vacuümkamer gebruikte Tun Fei een echt menselijk lijk om te laten 'exploderen'. De vivisectie van het jongetje zou eveneens uitgevoerd zijn op een echt (overleden uiteraard) lichaam, hoewel dit onbevestigd is. Tevens onbevestigd is de echtheid van een witte kat in de film. Deze wordt door de bevelhebber tussen talloze uitgehongerde ratten gegooid en komt zo om het leven.

## Vervolg
Men Behind the Sun werd opgevolgd door een gelijknamig tweede (1992), derde (1994) en vierde (1995) deel.